# Franca Treur
Franca Treur (nabij Meliskerke, 23 juni 1979) is een Nederlandse schrijfster en freelance journaliste voor NRC en nrc.next.

## Levensloop
Treur groeide op in een bevindelijk gereformeerd boerengezin in de buurt van het Zeeuwse Meliskerke. Na de middelbare school, het Calvijn College, studeerde ze psychologie en later Nederlands en literatuurwetenschap aan de Universiteit Leiden. In Leiden werd ze lid van het dispuut Panoplia, onderdeel van de landelijke reformatorische studentenvereniging. Zij ontdekte tijdens haar studie overeenkomsten tussen verhalen uit oude culturen (zoals het zondvloedverhaal uit het Gilgamesj-epos en het scheppingsverhaal uit het Babylonische Enoema Elisj) en die uit de Bijbel, wat haar ervan overtuigde dat dergelijke verhalen slechts waren opgesteld om troost te bieden aan de mens. Bovendien had zij nooit daadwerkelijk het bestaan van God ervaren. Ze nam daarom uiteindelijk afstand van haar geloof, wat zij het bestuur van haar studentenvereniging op 11 september 2001 meedeelde. Ditzelfde proces van afstand nemen werd beschreven in haar boek Hoor nu mijn stem dat in 2017 verscheen.
Treur won in 2006 met Maak iets van je leven! Maar wat? een essaywedstrijd die uitgeschreven was door Contrast Magazine en nrc.next met het thema 'Macht en onmacht'.
In oktober 2009 verscheen haar eerste boek, Dorsvloer vol confetti, een psychologische roman over een meisje dat eind jaren tachtig, begin jaren negentig in Zeeland opgroeit in een traditioneel en gelovig boerengezin. Door het onderwerp en haar achtergrond wordt zij regelmatig vergeleken met de schrijvers Jan Siebelink en Maarten 't Hart, evenals zij afkomstig uit een bevindelijk gereformeerd milieu waarmee ze eveneens hebben gebroken.
Van Dorsvloer vol confetti werden ruim 150 duizend exemplaren verkocht. De roman werd meerdere malen genomineerd, waaronder voor de AKO Literatuurprijs (longlist) en de NS Publieksprijs en won de Selexyz-debuutprijs en de Jan Bruijnsprijs. Eind 2010 werd bekend dat Column Film de filmrechten van Dorsvloer vol confetti had gekocht. De film draaide in 2014 in de bioscoop.
Van 6 april tot en met 16 juni 2019 werden haar werken tentoongesteld in het Meermanno Museum te Den Haag.